# Rosa Culmell i Vaurigaud
Rosa Culmell i Vaurigaud (7 setembre 1871-3 agost 1954) fou una soprano i cantant d'òpera cubana d'ascendència franco-danesa.

## Biografia
Natural de l'Havana, fou la filla major de Thorvald Culmell (ambaixador danès a l'Havana) i Catherine Vaurigaud. «Rosa tocava el piano pels clients a una botiga de música, i ho feia amb tal talent i elegants modals que va encandilar el seu futur marit vuit anys més jove i de classe molt més baixa.» El 8 d'abril de 1902 es va casar amb el pianista i compositor Joaquim Nin i Castellanos (d'origen català) a Cuba, i un any després de la boda neixeria la filla major a Neuilly-sur-Seine (França), l'escriptora Anaïs Nin, seguida per Thorvald Nin i el també compositor i pianista Joaquim Nin-Culmell. El matrimoni acabà malament, «no hi podria haver hagut matrimoni pitjor avingut», el 1913 la mare es va emportar els fills d'Arcachon (França) cap a Espanya a casa dels sogres, i cap el 1914 van viatjar a Amèrica a estudiar.

Joaquim comença a estudiar amb la pianista Conxita Badia, alumna preferida d'Enric Granados i també de Rosa Culmell, i acaba estudiant amb Manuel de Falla i publicant molts arranjaments de melodies populars catalanes, així com ballets, simfòniques i música de cambra. Anaïs és coneguda per la seva literatura, però sobretot pel diari que va escriure d'adolescent i pel llibre eròtic Delta de Venus. La nena Anaïs recorda:
«molta música, quartets, quintets, cançons. El meu pare tocava amb Pau Casals. Casals era més gran i no li importava quedar-se amb mi quan els meus pares anaven a un concert. Solia adormir-me escoltant música de cambra.»
La família Nin és coneguda a Catalunya pel vessant artístic i activista de diversos membres.

## Concerts
El 1902, Rosa va organitzar un concert de comiat de L'Havana junt amb el violinista Juan Torroella a la Sala Espadero, on ja havia actuat altres vegades. Va cantar peces de Bach, Weber, Mozart, Massenet, Mendelssohn, Scarlatti, o Liszt. El 1913 va oferir un recital d'obres de Scarlatti a Arcachon.